# Jasper Bovenhuis
Jasper Bovenhuis (Rouveen, 27 juli 1991) is een Nederlands voormalig wielrenner die tot 2020 reed voor Vlasman Cycling Team.

## Sportloopbaan
Als junior won Bovenhuis twee keer de Internationale Junioren Driedaagse. Als eerstejaars beloften ging hij in 2010 rijden voor het Rabobank Development Team. Hij zou tot en met 2013 voor deze ploeg blijven rijden. In 2015 won Bovenhuis de Arno Wallaard Memorial. Op het eind van dat seizoen mocht hij stage lopen bij Team Cannondale-Garmin. Naast het wielrennen was Bovenhuis ook actief als marathonschaatser.

## Persoonlijk
Na zijn sportcarrière is Bovenhuis gaan werken in de accountancy.

## Overwinningen
2008
Eind- en jongerenklassement Internationale Junioren Driedaagse, junioren
 Nederlands kampioenschap tijdrijden, junioren
2009
Eindklassement Internationale Junioren Driedaagse, junioren
2015
Arno Wallaard Memorial
2016
GP Raf Jonckheere
2017
Ronde van Midden-Brabant

## Ploegen
- 2010 –  Rabobank Development Team
- 2011 –  Rabobank Development Team
- 2012 –  Rabobank Development Team
- 2013 –  Rabobank Development Team
- 2014 –  KOGA Cycling Team
- 2015 –  SEG Racing Academy
- 2015 – ↑ SEG Racing Academy (Stage vanaf 1-8)
- 2016 –  An Post-Chainreaction
- 2018 –  Vlasman Cycling Team
- 2019 –  Vlasman Cycling Team
- 2020 –  Vlasman Cycling Team